# Joris Moens
Joris Moens (Amsterdam, 1962) is een Nederlands schrijver.
Joris Moens debuteert in 1993 met de roman Bor over een zestienjarig ettertje uit Amsterdam-West dat maling heeft aan de wereld - aan zijn ouders, zijn leraren en medeleerlingen. Naarmate het boek vordert blijkt de grofgebekte puber ook filosofische gedachten te hebben en tegelijkertijd kwetsbaar te zijn. Bor was een van de boeken van nieuwe jonge Nederlandstalige auteurs, die aanleiding gaven tot de literaire stroming Generatie Nix, met name door de nietsontziende blik op de wereld en het soort maling dat de hoofdpersonen aan de anonieme maatschappij heeft.
In 1994 richt Moens met Rob van Erkelens en Ronald Giphart het literaire tijdschrift Zoetermeer op, dat een belangrijke - en rumoerige - bijdrage zou blijken aan het literair discours in de jaren negentig. Het tijdschrift wekt veel weerstand op bij oudere recensenten als de Volkskrant-criticus Willem Kuipers: "In Zoetermeer ('the choice of a new generation') wordt de pestbacil van deze tijd met suburbane ziektekiemen bestreden."
Hierna publiceert Moens nog twee romans, Zondagskind (1995) en Een beest met twee lichamen (1997).
Kenmerkend aan Moens' werk is dat het niet alleen moderne zedenromans zijn, maar vooral ook dat de hoofdpersonen zeer sterk op elkaar lijken. Het zijn stuk voor stuk eenlingen die geen blad voor de mond nemen, maar wier wilde scheldpartijen niet voort lijken te komen uit geestelijke armoede, maar uit pijn en angst. Wilfried Takken in NRC Handelsblad: "Het lijkt of Moens moedwillig lezers tegen zijn personages wil opzetten. Om ze te testen. Hij speelt met de neiging van de lezer om zich in te leven in romanpersonages. Steeds als dit dreigt te gebeuren, laat hij ze iets schokkends doen of zeggen, zodat de kans op empathie weer verkeken is. Toch weet hij uiteindelijk medeleven op te wekken voor zijn etterbakken."
De afgelopen jaren is Moens met wat andere zaken bezig dan de letteren. Zo zou hij nogal opgeslorpt worden door het gezinsleven. Wel levert hij op gezette tijden bijdragen aan publicaties als Hard gras en de Literaire Scheurkalender.
Moens is als representant van de jonge generatie schrijvers opgenomen in de permanente tentoonstelling van het Letterkundig Museum.